# Simpson Street
Simpson Street – stacja metra nowojorskiego, na linii 2 i 5. Znajduje się w dzielnicy Bronx, w Nowym Jorku i zlokalizowana jest pomiędzy stacjami Freeman Street i Intervale Avenue. Została otwarta 26 listopada 1904.